# 阿朵
阿朵（1979年4月17日—），原名符莹，女，土家族，湖南吉首人，中国女歌手、演员。从艺20多年。曾经高晓松牵线签约太合麦田。

## 生平
- 1987年，进入少年宫学习舞蹈，并作为领舞第一次登台演出。
- 1988年，就读于湖南省艺术学校，学习民族舞。
- 1990年，在二炮驻湖南文工团担任舞蹈演员。
- 1994年，获得怀化地区歌唱比赛第二名。
- 1996年，因成绩优异，被二炮文工团留在北京。
- 1996年，获CCTV第七届全国歌手大奖赛专业组湖南赛区一等奖
- 1998年，获CCTV第八届全国歌手大奖赛专业组优秀奖
- 2000年，被日本知名音乐人小室哲哉发现，并与其在香港的公司签约。
- 2001年，签约“正大国际音乐制作中心”。
- 2001年11月，参加“广西南宁民歌节”，《中外歌唱家演唱会》演出。
- 2001年11月，为CCTV5录制足球彩票歌曲《皆大欢喜》。
- 2001年12月，参加了上海东方电视台“世博申请大会”义演。
- 2002年1月，出演由中央电视台录制的音乐剧《水果姑娘》。
- 2002年4月，参加北京电视台《五ˊ四世纪坛晚会》演出。
- 2002年5月，参加人民大会堂“北京科技周闭幕式”演出。
- 2002年6月，参加“上海国际电影周开幕式” 演出。
- 2002年6月，参加CCTV6“纪念左翼电影70周年晚会”演出。
- 2002年9月，参加“山西平遥国际摄影节开幕式”演出。
- 2002年10月，出演电视剧《水果姑娘》和《春夏秋冬》，进入影视圈。
- 2002年11月，参加第四届“广西南宁民歌节开幕式”演出。
- 2003年12月，推出首张个人专辑《盛开》。
- 2004年1月，参加北京电视台春节晚会。
- 2004年2月6日，首张个人专辑《盛开》新闻发布会，专辑正式发行。
- 2004年2月-3月，“星梦情人”全国连锁网吧——星网吧形象代言人。
- 2004年4月-5月，金山网络游戏《剑侠情缘》攻城大使。
- 2004年5月-7月，2004年ESWC电竞世界杯形象代言人。
- 2004年6月14日，录制湖南卫视“音乐不断”歌友会，创下该节目新人歌友会的最高收视纪录。
- 2004年6月30日，《再见卡门》获“娱乐为人民”季选十大金曲奖。
- 2004年7月-8月，出演由朱德庸先生漫画改编的大型电视连续剧《醋溜族》。
- 2004年8月，获CCTV-MTV音乐盛典2004年最具潜质新人提名。
- 2004年10月14日，《阿朵》获中央人民广播电台“中国歌曲排行榜”2004中国原创十大金曲奖。
- 2004年10月，Motorola选中阿朵形象作为手机开机画面及图片收藏、歌曲《再见卡门》作为开机音乐
- 2004年11月，被张学友音乐剧《雪狼湖》选定为备用女主角。
- 2004年12月，出演《翠花快乐六人行》话剧，饰演女主角。
- 2005年2月2日，参加湖南卫视春节联欢晚会。
- 2005年2月8日，参加中央电视台春节联欢晚会，演唱《争奇斗艳流行风—再见卡门》 与韩红《天路》和刘德华《恭喜发财》并列“我最喜爱的中央电视台春节联欢晚会节目”三等奖。
- 2006年，以压轴巨星身份获邀出席”唱响2008”北京歌曲大擂台，献唱《千面》。
- 2006年，获邀出席2006北京第三届朝阳流行音乐周大型歌会，现场演唱其最新单曲《千面》及经典曲目《烟花》，令台下歌迷群情激昂。成为当晚最大亮点。
- 2006年，获邀出席“2006蒙牛酸酸乳-真我新声代-超女训练赢”大型演艺培训活动，为数百名参加2006超级女生海选的学员现场传授舞台表演经验，获得众多少女学员的一致拥戴。
- 2006年，多次获邀出席央视大型综艺节目“欢乐中国行”节目的录制，4月27日阿朵在节目中激情献唱其经典成名曲《再见，卡门》，成为当晚节目的最大亮点，该期节目亦创下开播以来最高收视率。
- 2006年，以特邀贵宾身份获邀出席国际顶级酒业JOHNNY WALKER举办的“2006跨越南北—高尔夫球挑战活动”，同台出席当日活动的还有中国首席高尔夫球手张连伟。
- 2006年，代表内地演艺界身份出席北京音乐台举办的“世界地球日”公益植树活动。
- 2006年，以特邀贵宾身份获邀出席“2006上海品味颠峰—世界顶级生活体验中国峰会”，并与国际顶级性感女星乔丹携手共走红地毯。
- 获颁全球顶级媒体《福布斯》杂志评选的“最具潜力新星”（张靓颖/汪涵同获提名。）
- 出席CCTV4中华情—情艺在线大型综艺节目，与韩国舞王张佑赫同台比舞，创该节目开播以来最高收视率！
- 其个人创作首支单曲《千面》即获得权威媒体音乐生活报“中国原创歌曲总评榜十大金曲奖”
- 2007年12月，《男人装》因2月阿朵那期的发行量是本年的最高，创此刊销售奇迹。再次盛邀朵成为“装女郎”。
- 2007年11月～12月，阿朵参加《名声大震》。
- 2007年10月，芝华士全国巡演重量级表演嘉宾
- 2007年9月，人头马VSOP全国巡演特邀嘉宾
- 2007年9月，获邀参演深圳旅游文化节演出；
- 2007年8月，《城市公报》、《MISS》封面人物，杂志一经上市抢售一空。
- 2007年7月，获得上海东方卫视大型电视节目《明星大练冰》冠军，并获得“冰上皇后”之称。期间每期都为观众和评委带来意外的惊喜！作为评委的世界级冠军申雪，赵宏博也对之赞赏有加。
- 2007年7月，获邀出演湖南卫视《快乐男生》表演嘉宾，与蘇醒等快男联合演绎歌舞剧，再次创下收视新高。
- 2007年6月，担任上海东方卫视 《我型我秀》嘉宾评委。
- 多次获邀参加中央电视台《欢乐中国行》《唱响中国》等大型演出，成为当晚最大亮点
- 多次作为重量级嘉宾参加湖南卫视《超级歌会》《红歌会》等大型电视歌会。
- 获邀参加中央电视台年元宵晚会献上火辣《旋舞激情》
- 获邀担任《梦想中国》嘉宾
- 获邀出席成龙大型电视选秀节目《龙的传人》担任嘉宾。
- 连续三年榜上有名，再次入选全球顶级媒体《福布斯》杂志评选的名人榜。并由去年的96位上升到 65位，狂飙31位。成为上升幅度最大的艺人之一。除了演员、运动员之外，阿朵也是所有入选的名人中歌手类的前十名。
- 获邀担任山东齐鲁电视台 齐鲁之星选秀节目，与著名音乐人张亚东同台担任评委。
- 获邀参加SMG东方卫视举办的《群星耀东方》大型演唱会，成为当晚最大亮点！！同台艺人有周杰伦，钟丽缇，刘欢，袁泉，羽泉，好男儿等。
- 获邀参加2007山东潍坊风筝节并担任表演嘉宾。
- 获邀参加CCTV中部招商博览会，并担任表演嘉宾。同台嘉宾有刘欢，汤灿，吴彤等。
- 2007年2月，拍摄时尚杂志《男人装》2月封面 上市三日内全国五十万册销售一空，创此刊销售奇迹。
- 2008年12月，发行第二张个人专辑《宝藏》。
- 2009年1月17日，舞林大会的总决赛上，大热门的阿朵败给了印小天，得到了亚军。
- 2009年，参加央视元宵佳节晚会。
- 2009年8月27日，参加 2009中国·昆山第五届国际啤酒节 开幕式
- 2009年10月6日，参加青岛第十一届中韩歌会
- 2009年12月31日，参加浙江卫视跨年晚会《开心大典》
- 2016年，成立音乐厂牌生养之地，致力于少数民族非遗文化和音乐的传承与创新，获太合音乐集团投资。
- 2017年12月25日，通过厂牌生养之地发行音乐专辑《死里复活》，负责了全部歌曲的作词、作曲
- 2020年3月28日，参加浙江卫视音乐节目《天赐的声音》，与歌手汪小敏合作歌曲《身骑白马》
- 2020年，参加芒果TV明星女团竞演真人秀节目《乘风破浪的姐姐 》
- 2020年7月13日，发行全新数字单曲《不喜欢但爱》

## 音乐专辑
| 发行日期       | 专辑名称     | 备注 |
| -------------- | ------------ | --- |
| 2004年2月6日   | 《盛开》     | 正大国际发行，首张个人专辑 CD曲目 1. 盛开 2. 想念自己 3. 再见，卡门 4. 烟花 5. 潜水 6. 阿朵 7. 改变 8. 故事 9. 他走了 10. 想念自己 (Instrumental) VCD曲目 1. 盛开 2. 烟花 3. 再见，卡门 4. 想念自己 5. 阿朵 |
| 2008年12月22日 | 《宝藏》     | 太合麦田发行，第二张个人音乐专辑，7首MV CD曲目 1. 我要你 2. 宝藏 3. 相爱的歌 4. 千面 5. 夜 6. 美人鱼舞曲 7. 漫漫 8. 那么那么爱 9. 甜心先生 10. 啦啦队歌 DVD曲目 1. 宝藏 2. 千面 3. 甜心先生（MR honey） 4. 相爱的歌 5. 那么那么爱 6. 我要你 7. 漫漫 8. 千面(MV花絮) 9. 甜心先生（MR honey）MV花絮 10. 宝藏(专辑制作花絮) |
| 2017年12月25日 | 《死里复活》 | 生养之地发行，第三张个人音乐专辑，由阿朵包办词曲 CD曲目 1. 起初 2. 如你遇见她 3. 扯谎哥 4. 等待的新娘 5. 那里是哪里 6. 死里复活 7. 阿爸说 8. 苦难·幸福 9. 叶子花 10. 世间 11. 扯谎哥（苗语版） 12. 等待的新娘（苗语版） 13. 阿爸说（苗语版）                                                                             |

## 影视作品

### 电影
- 《熊猫大侠》饰金莲
- 《盗版猫》 饰芳芳

### 电视剧
- 2002年 《水果姑娘》饰荔枝
- 2002年《春夏秋冬》女主角
- 2004年《醋溜族》饰高若珊（客串）
- 2010年《娱乐没有圈》饰方迅